# Pygopleurus humeralis
Pygopleurus humeralis är en skalbaggsart som beskrevs av Brulle 1833. Pygopleurus humeralis ingår i släktet Pygopleurus och familjen Glaphyridae. Inga underarter finns listade i Catalogue of Life.